# Obernzell

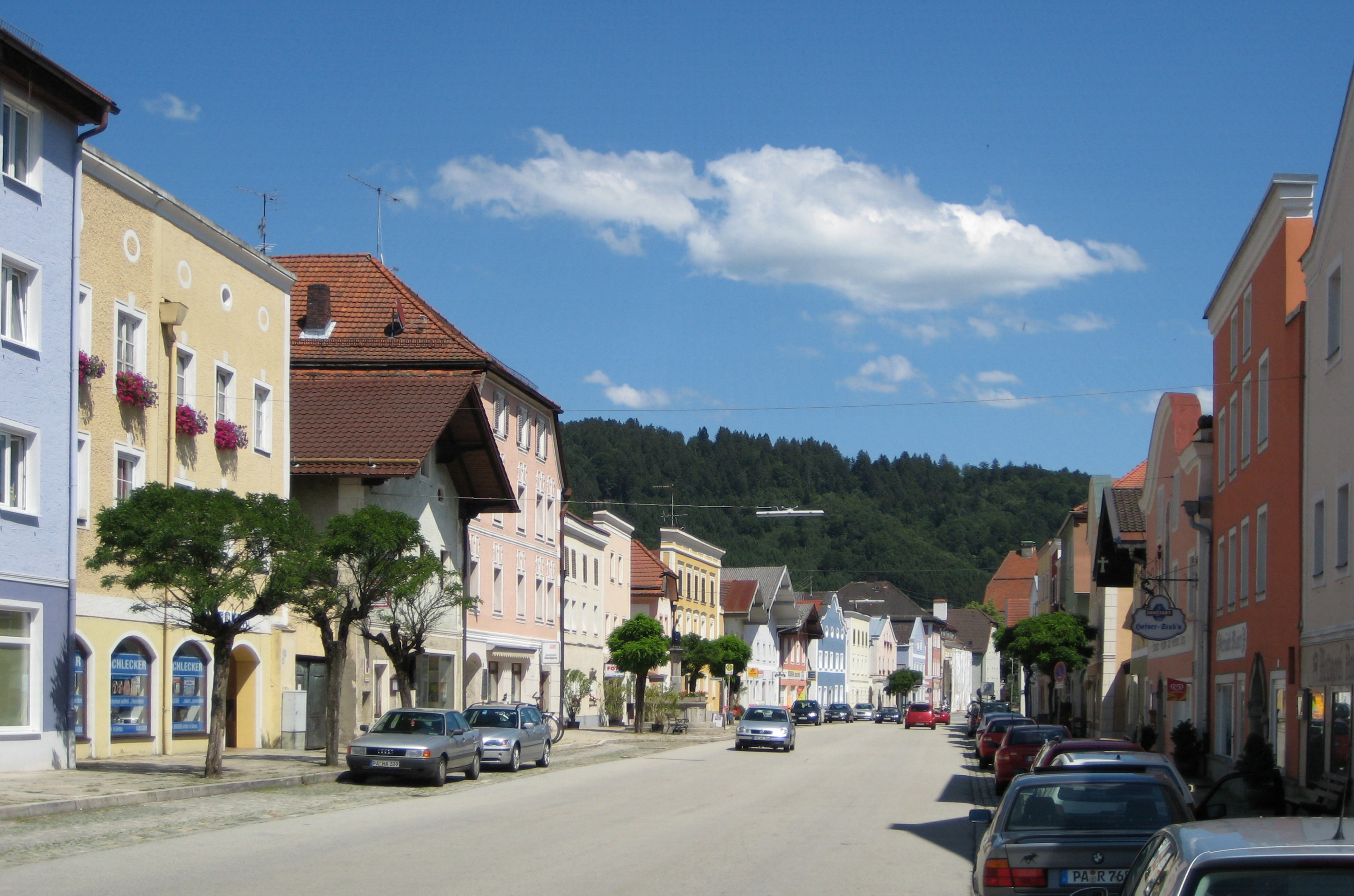
Obernzell

Obernzell este o comună-târg din districtul Passau, regiunea administrativă Bavaria Inferioară, landul Bavaria, Germania.